# Алія (Стрітенський район)
Алія́ (рос. Алия) — село у складі Стрітенського району Забайкальського краю, Росія. Адміністративний центр Аліянського сільського поселення.

## Населення
Населення — 545 осіб (2010; 658 у 2002).
Національний склад (станом на 2002 рік):
- росіяни — 100 %